# Бели, бели свет
„Бели, бели свет“ је српски филм из 2010. године. Режирао га је Олег Новковић, који је написао и сценарио заједно са Миленом Марковић.
Филм је премијерно приказан на 63. Филмском фестивалу у швајцарском граду Локарну 6. августа 2010. године. На овом фестивалу глумица Јасна Ђуричић добила је награду Сребрног леопарда за најбољу глумицу за улогу у овом филму.
Филм „Бели, бели свет“ победник је 20. фестивала источноевропског филма у Котбусу.
Премијеру у Србији имао је 11. новембра 2010. у Бору. Београдскa премијера jе одржана 30. новембра у Центру „Сава“, у оквиру Фестивала ауторског филма.

## Радња
Прича се дешава у рударском граду Бору, некада симболу социјалистичког просперитета, данас симболу пропадања и безнађа. Радња се највећим делом одвија у миљеу оронуле соц-реалистичне архитектуре, где живе људи без будућности.
У таквом амбијенту се дешава фатална љубав између мрачног, немилосрдног, старијег мушкарца и изгубљене младе девојке. Балкански танго-игра љубави и смрти, игра страсти са сјајем ножева у очима, игра опчињавања и потчињавања, игра коју играју одбачени, отпадници, лопови и очајници, људи са периферије, које је напустило и друштво и сопствена судбина. Једино што је у њима неуништиво је страст и страсна жудња за животом. Ово је филм о неуништивости живота, чак и када је све друго уништено.
У средишту приче је четрдесетогодишњи Краљ (Уликс Фехмију), бивши боксер и рудар који сада води квартовски локал. Годинама раније имао је аферу с некадашњом локалном лепотицом Ружицом, женом његова боксачког тренера Животиње која је управо због те афере убила мужа и завршила иза решетака. Филм започиње непосредно пред Ружичини излазак на слободу када се непоправљиви заводник Краљ упушта у сличну, злокобну везу с Росом, Ружичином бунтовном осамнаестогодишњом ћерком. Након неколико пића, њих се двоје упуштају у однос након ког Краљ изјури кроз врата без речи. Када оде, Роса бледо зури у таваницу и мислима одлута у неки други свет. Осим Краља, Ружице и њене ћерке Росе, ту је још и младић Тигар, ситан лопов и зависник о дроги, очајнички заљубљен у Росу, а који никада није упознао своје родитеље. Ту је и Бели, бивши рудар који, док се отупљује алкохолом, стрпљиво чека да Ружица изађе из затвора како би је оженио и помогао јој да нађе задовољство у животу.

## Улоге
| Глумац            | Улога  |
| ----------------- | ------ |
| Јасна Ђуричић     | Ружица |
| Уликс Фехмију     | Краљ   |
| Хана Селимовић    | Роса   |
| Небојша Глоговац  | Златан |
| Борис Исаковић    | Бели   |
| Марко Јанкетић    | Тигар  |
| Мето Јовановски   | Црни   |
| Немања Јованов    | бајкер |
| Милица Михајловић |        |